# 坡贡河
坡贡河，位于中国贵州省西南部，是坝陵河左岸支流，发源于六枝特区折溪彝族乡播改，东南流经折溪乡六堡村、中寨村后，进入关岭布依族苗族自治县，伏流2千米，经关岭县坡贡镇、大树岩瀑布，至滴水滩瀑布汇入坝陵河。河长21千米。